# Huperzia acerosa
Huperzia acerosa es una especie de Lycopodiopsida del género Huperzia, de la familia Lycopodiaceae, del orden Lycopodiales.

## Distribucuón
Huperzia acerosa se distribuye por Bolivia, Brasil, Colombia, Costa Rica, Ecuador, Guayana Francesa, Guatemala, Honduras, Panamá y Venezuela.

## Taxonomía
Fue descrita científicamente por Josef Ludwig Holub.